# Charles Sabourin
Pour les articles homonymes, voir Sabourin.
Charles Sabourin, né le 19 juin 1849 à Châtellerault, dans le département de la Vienne et mort le 6 novembre 1920 à Durtol (Puy-de-Dôme), est un anatomiste, pathologiste, pneumologue et médecin français. Il fut le fondateur du premier sanatorium de France.

## Biographie
Charles Sabourin obtient son doctorat en médecine à la faculté de médecine de Paris, fut un ancien interne des Hôpitaux de Paris. Il se spécialise dans la recherche médicale, notamment sur l'anatomie et la pathologie pulmonaire. Ses travaux portèrent sur des méthodes thérapeutiques.

## Sanatorium
Charles Sabourin mit ses méthodes thérapeutiques de guérison en application, il créa un établissement dans un lieu, de moyenne altitude où l'air pur, frais en été, peu humide en hiver, pourrait être bon pour soigner les malades atteints de phtisie ou de tuberculose pulmonaire. Il ouvrit ainsi, à Durtol (en Auvergne), le premier sanatorium de France.

## Témoignages
Son nom est associé au "syndrome de la cirrhose alcoolo-tuberculeuse de Hutinel et Sabourin" (travaux de recherche avec le professeur Victor Henri Hutinel).
L'Hôpital-sanatorium Sabourin, situé au nord de Clermont-Ferrand, porte son nom en sa mémoire.